# Shaba (Kenya)
Shaba är en ort i provinsen Östprovinsen i Kenya. Orten ligger cirka 80 kilometer från ekvatorn.